# 독도수산연구센터
독도수산연구센터(獨島水産硏究센터)는 독도 주변해역 및 동해 심해 수산자원과 생태계에 관한 시험조사 및 연구를 분장하는 동해수산연구소의 소속기관이다. 2009년 4월 30일 발족하였으며, 경상북도 포항시 북구 삼호로 229에 위치하고 있다. 센터장은 해양수산연구관 또는 환경연구관으로 보한다.

## 연혁
- 1997년 6월 19일: 동해수산연구소의 소속기관으로 포항분소 설치.
- 2004년 2월 2일: 심해수산자원연구센터로 개편.
- 2007년 1월 1일: 심해연구센터로 개편.
- 2009년 4월 30일: 독도수산연구센터로 개편.

## 같이 보기
- 독도